# Serviusmuren
Serviusmuren (latin: Murus Servii Tullii; italiensk: Mura Serviane) er en gammel romersk forsvarsbarriere bygget omkring byen Rom i det tidlige 4. århundrede f.Kr. Muren var bygget af vulkansk tuf og var op til 10 meter høj visse steder, 3,6 meter bred ved sin base, 11 km lang, og menes at have haft 16 porte (hvoraf kun en eller to har overlevet). Muren dækkede et samlet areal på 246 hektar (ca. 2,5 km2). I det 3. århundrede e.Kr. blev den afløst af konstruktionen af den større Aurelianske Mur, da byen Rom voksede ud over grænsen for Serviusmuren.

## Historie
Muren er opkaldt efter den sjette romerske konge, Servius Tullius. Den litterære tradition, der hævder, at der var en eller anden form for defensiv mur eller jordarbejde, der omringede byen Rom, dateret til det 6. århundrede f.Kr., har vist sig at være falsk. Den største udstrækning af Serviusmuren blev bygget i det tidlige 4. århundrede f.Kr., under det, der er kendt som den Romerske Republik.

## Konstruktion
Serviusmuren blev oprindeligt bygget af store blokke af Cappellaccio-tuf (en vulkansk klippe lavet af aske og klippefragmenter, der udstødes under et vulkanudbrud), der blev brudt fra Albanerbjergenes vulkanske kompleks. Denne oprindelige mur af Cappellaccio-tufsten var delvist beskadiget og trængte til restaurering i slutningen af 390'erne (enten på grund af hurtig opløsning eller skader påført efter plyndringen af Rom i 390 f.Kr.). Disse reparationer blev udført ved hjælp af den overlegne Grotta Oscura-tuf, som var blevet tilgængelig, efter at romerne havde besejret Veii i 390'erne. Denne tuf blev brudt af de besejrede veiianere. Ud over tufblokkene inkorporerede nogle sektioner af strukturen en dyb fossa eller en grøft foran muren, som et middel til effektivt at hæve muren. Denne anden iteration af muren indeholdende Grotta Oscura-tuf er dateret af Livius til at være blevet færdiggjort i 378 f.Kr.
Langs en del af den topografisk svagere nordlige del var en agger – en defensiv rampe af jord – der blev bygget op langs indersiden af Serviusmuren. Dette tykkede effektivt muren og gav også forsvarerne en base at stå på, mens de afviste et angreb. Muren var også udstyret med defensive krigsmaskiner, inklusive katapulter.

## Brug
Serviusmuren blev fastholdt op gennem slutningen af den sene Romerske Republik og ind i det Romerske Kejserrige. På dette tidspunkt var Rom allerede begyndt at vokse ud af de oprindelige grænser for Serviusmuren.
Serviusmuren blev unødvendig, da Rom blev godt beskyttet af den stadigt voksende hær fra den Romerske Republik og det efterfælgende Romerske Kejserrige. Da byen fortsatte med at vokse og trives, var Rom i det væsentlige ikke omringet af en mur i de første tre århundreder af det Romerske Kejserrige. Udvidende husbygninger inkorporerede simpelthen eksisterende mursektioner i deres fundamenter, et eksempel på dette overlever i Haverne i Maecenas. Da germanske stammer foretog yderligere indtrængen langs den romerske grænse i det 3. århundrede e.Kr., fik kejser Aurelian bygget den større Aurelianske Mur for at beskytte byen Rom.

## I dag
Flere sektioner af Serviusmuren er stadig synlige forskellige steder i byen Rom. Den største sektion er bevaret uden for Termini Station, hovedbanegården i Rom – inklusive en sektion i et McDonald's spiseområde ved stationen. En anden bemærkelsesværdig sektion på Aventinerhøjen omfatter en bue, der angiveligt var til en defensiv katapult fra den sene Romerske Republik.

## Porte langs Serviusmuren
Følgende er en lise over de porte, der menes at være bygget (uret fra den vestligste). Mange af disse er kun udledt fra skrifter uden kendte rester.
- Porta Flumentana – denne port var der, hvor via Aurelia kom ind i Rom efter at have krydset Tiberfloden .
- Porta Carmentalis – den vestlige ende af Kapitol.
- Porta Fontinalis – ført fra den nordlige ende af Kapitol ind i Campus Martius langs via Lata.
- Porta Sanqualis – på Quirinalhøjen.
- Porta Salutaris – på Quirinalhøjen.
- Porta Quirinalis – på Quirinalhøjen.
- Porta Collina – den nordligste port, på Quirinalhøjen, der fører til via Salaria. Hannibals hær slog lejr nær denne port, da han overvejede at belejre Rom i 211 f.Kr.
- Porta Viminalis – på Viminalhøjen. Dette er nær den store sektion, der stadig er synlig uden for Termini Station.
- Porta Esquilina – denne port på Esquilinhøjen er stadig synlig og inkorporerer den senere bue af kejser Gallienus. Det førte til via Labicana, via Praenestina og via Tiburtina.
- Porta Querquetulana – dette førte til Via Tusculana.
- Porta Caelimontana – denne port er måske bevaret i Dolabella og Silanus-buen, som var rekonstruktionen af en eksisterende port i 10 e.Kr. af konsulerne Dolabella og Silanus.
- Porta Capena – dette var porten, gennem hvilken via Appia forlod Rom til det sydlige Italien efter at have adskilt sig fra via Latina.
- Porta Naevia – denne port på Aventinerhøjen førte til via Ardeatina.
- Porta Raudusculana – på vej mod syd langs Tiberfloden langs via Ostiensis. I nærheden af denne, på den moderne viale Aventino, kan man finde en del af muren med en bue til en katapult.
- Porta Lavernalis – sluttede sig også til via Ostiensis.
- Porta Trigemina – denne tredobbelte port nær Forum Boarium førte også til via Ostiensis.

## Galleri
- Serviusmuren ved Via di Sant Anselmo
- Ved Piazza Manfredo Fanti
- Indlemmet i Auditorium i Maecenas
- Ved via Salandra
- Ved Largo Magnanapoli
- I Santa Sabinakrypten
- I Termini station

## Eksterne links
- Servian Wall entry on the Lacus Curtius website
- Lacus Curtius page including gates in the Servian Wall
- Map showing the "Servian" wall based on new research results Arkiveret 2016-03-04 hos  Wayback Machine
- Lucentini, Mauro (2012). The Rome Guide: Step by Step through History's Greatest City. Interlink Publishing. ISBN 978-1-62371-008-8.